# Yūdachi (schip, 1931)
Yūdachi (Japans: 夕立) was een torpedobootjager van de Shiratsuyu-klasse die diende bij de Japanse Keizerlijke marine.

## Ontwerp
Yūdachi beschikte over een twee turbines en drie ketels. Dit gaf het schip een aandrijving van 31.000 Kw, waarmee het een snelheid van 34 knopen kon halen. Het schip kon met een snelheid van 18 knopen 7.400 kilometer varen.
De hoofdbewapening van het schip bestond uit vijf 127 mm kanonnen, waarvan er drie aan de voorzijde van het schip stonden en twee aan de achterzijde. Verder had het twee 13,2 mm machinegeweren, die voor oppervlakte- en luchtdoelen gebruikt werden. Ook beschikte het schip over 610 mm torpedobuizen tegen vijandige schepen en zestien dieptebommen tegen onderzeeboten.

## Dienst
Op 27 februari 1942 nam het schip deel aan de Slag in de Javazee. Hier raakte het licht beschadigd toen het de geallieerde kruisers aanviel.
Op 30 augustus 1942 werd het schip ingedeeld in het gewapende snelle-transport eskader. Met dit eskader bracht zij gedurende 4-5 september 1942 de Amerikaanse USS Gregory en USS Little tot zinken.
Op 25-27 oktober 1942 participeerde Yūdachi bij de Zeeslag bij de Santa Cruzeilanden.
Op de nacht van 12-13 december escorteerde Yūdachi een Japans bombardements-eskader langs Guadalcanal. Hier torpedeerde zij de Amerikaanse kruiser USS Portland. Even later herkende de Yūdachi abusievelijk de Amerikaanse torpedobootjager USS Sterret als een Japanse schip. De Sterret schoot vervolgens meerdere projectielen af, waarvan één een ketel uitschakelde. Het schip was hierdoor niet meer vaarbaar. De bemanning werd geëvacueerd naar de Japanse Samidare. Deze probeerde de Yūdachi tot zinken te brengen met torpedo's, maar miste. Even later werd de Yūdachi tot zinken gebracht door de Portland.